# اپی ژنتیک در سرطان کبد
سرطان اولیه کبد (HCC) ششمین سرطان شایع در جهان است. همچنین سومین علت شایع مرگ و میر ناشی از سرطان در سراسر جهان می‌باشد. بروز جهانی این بیماری رو به افزایش است و پیش بینی شده تا سال 2025 سالانه بیش از یک میلیون نفر به این بیماری مبتلا خواهند شد. HCC شایع ترین سرطان اولیه کبد است که دارای پیش آگهی ضعیف، دشواری در تشخیص زودهنگام، مقاومت در برابر شیمی درمانی و میزان عود بالا می‌باشد. در 60٪ موارد در آسیا و آفریقا و 20٪ در کشورهای غربی عفونت ویروس هپاتیت B و در کشورهای غربی و ژاپن عفونت ویروس هپاتیت C شایع ترین علت ایجاد کننده HCC است. همچنین مواردی مثل سم آفلاتوکسین، چاقی مفرط، دیابت نوع دو و مصرف بی رویه الکل که منجر به تغییرات ژنتیکی و اپی ژنتیک می‌شوند از دیگر موارد ایجاد کننده HCC هستند.

## تغییرات ژنتیکی و اپی ژنتیکی
سرطان در نتیجه اختلال در مکانیسم‌های تنظیم کننده فرآیندهای اساسی مانند تکثیر سلولی، متابولیسم سلولی، رگزایی، مرگ سلولی، تهاجم، متاستاز و سایر رفتارهای بارز سرطانی ایجاد می‌شود. این اختلالات از طریق یک فرآیند تکاملی پایدار رخ می‌دهند که تغییرات انکوژنیک اکتسابی در ژنوم و اپی‌ژنوم را رمزگذاری می‌کند، که می‌تواند به نسل های بعدی منتقل شود.

### تغییرات ژنتیکی
تغییرات ژنتیکی، شامل جهش‌های توالی ژن، تغییرات تعداد کپی ژن، درج‌ها، حذف‌ها و رویدادهای نوترکیبی، اولین و واضح‌ترین تغییرات انکوژنیک DNA بودند که منجر به برجسته‌تر شدن مدل ژنتیکی سرطان در بیولوژی سرطان شدند.

#### تغییرات اپی ژنتیکی
اخیراً، تغییرات اپی‌ژنتیکی به عنوان مکانیسم دیگری از انکوژنیک شناخته شده‌اند که به نظر می‌رسد نقش مهمی در القای رفتارهای سلول سرطانی دارند. آنالیزهای ژنومی و اپی‌ژنومیک در سطح ژنوم، وقوع گسترده جهش‌ها در تنظیم‌کننده‌های اپی‌ژنتیک و همچنین گستردگی تغییرات اپی‌ژنوم در سلول‌های سرطانی را نشان داده است.

##### تعریف اپی ژنتیک
اپی‌ژنتیک به بررسی نحوه تعبیر و تفسیر دستورالعمل‌های ژنتیکی توسط سلول‌ها برای ساخت فنوتیپ (ویژگی‌های قابل مشاهده) اختصاص دارد. در معنای گسترده، این حوزه شامل تمامی رویدادهایی است که در تنظیم عملکرد ژن‌ها دخیل هستند. مثل مکانیزم‌های خاصی که در سطوح متیلاسیون DNA، تغییرات پروتئین‌های هیستون، و فعالیت‌های مرتبط با RNAهای غیرکدکننده تنظیمی فعالیت می‌کنند.

### اپی زنتیک سرطان

#### متیلاسیون DNA
متیلاسیون DNA، که در درجه اول در دی نوکلئوتیدهای CpG اتفاق می افتد، نقش مهمی در یکپارچگی ژنوم، تنظیم رونویسی و فرآیندهای رشد ایفا می کند.  این فرآیند توسط متیل ترانسفرازها (DNMTs)، از جمله DNMT1، DNMT3A و DNMT3B انجام می شود.  DNMT3A و DNMT3B متیلاسیون را در طول جنین زایی آغاز می‌کنند، در حالی که DNMT1 متیلاسیون را در بافت‌های بالغ حفظ می کند. در سلول‌های نرمال، متیلاسیون عمدتاً در مناطق ژنومی تکراری رخ می‌دهد و یکپارچگی ژنومی را حفظ می‌کند. با این حال، در سرطان، از جمله سرطان های دستگاه گوارش، ترکیبی از هیپومتیلاسیون DNA جهانی و هیپرمتیلاسیون DNA منطقه ای مشاهده می‌شود. هیپومتیلاسیون DNA به طور بالقوه از طریق بی ثباتی ژنومی و بیان انکوژن ها به سرطان کمک می کند، در حالی که هیپرمتیلاسیون DNA می تواند منجر به سرکوب ژن های سرکوبگر تومور شود.
تغییرات متیلاسیون DNA در سرطان های انسانی رایج است و در سرطان کبد 3700 پروموتر هیپومتیله شناسایی شده است که عمدتاً شامل ژن های مربوط به تکثیر سلولی، چسبندگی، سیگنال دهی، تحرک و تهاجم است. برعکس، چندین ژن سرکوبگر تومور (TSG) در HCC اولیه هیپرمتیله شده اند. همبستگی متیلاسیون پروموتر با پروفایل بیان ژن، تغییرات رونویسی قابل توجهی را تایید می کند. مطالعات اخیر تومورها را در مقابل غیر تومورها با استفاده از پروب های انتخاب شده طبقه بندی کرده و 222 محرک اپی ژنتیک نامزد را شناسایی کرده اند که به طور قابل توجهی با بقای بیمار مرتبط هستند.  تغییرات متیلاسیون DNA در HCC پتانسیل زیادی برای توسعه دارو و نشانگرهای زیستی ارائه می دهد.  عواملی مانند دسیتابین برای تایید بیان TSG هایپرمتیله در HCC اولیه استفاده شده است که نشان دهنده پتانسیل درمانی است.  SMPD3، آنزیمی که مسئول تولید سرامید است، به دلیل کاهش بیان آن در HCC و ارزش درمانی بالقوه، از اهمیت خاصی برخوردار است.

#### تغییرات کروماتین و تغییرات هیستون
هیستون ها، پروتئین های اساسی کوچک، نقش اساسی در سازماندهی ساختاری کروماتین دارند و بر تنظیم ژن و سرطان زایی تأثیر می گذارند.  تغییرات هیستون مانند استیلاسیون، متیلاسیون و فسفوریلاسیون بر ساختار کروماتین و بیان ژن تأثیر می گذارد.  یوکروماتین که با سطوح بالایی از استیلاسیون و علائم متیلاسیون خاص مشخص می شود، از نظر رونویسی فعال است، در حالی که هتروکروماتین از نظر رونویسی بی اثر است.  اصلاح‌کننده‌های هیستون، از جمله HATs، HDACs، HMTs، و HDMs، به صورت پویا این تغییرات را تنظیم می‌کنند و بیان ژن را متعادل می‌کنند.
آنزیم های اصلاح کننده هیستون اهداف امیدوارکننده ای برای درمان HCC هستند.  EZH2، یک متیلاز H3K27، در HCC تنظیم شده و با پیشرفت سرطان مرتبط است.  مهارکننده‌هایی مانند EPZ005687 و EPZ011989 در برابر سلول‌های لنفوم کارایی نشان داده‌اند که نشان‌دهنده پتانسیل درمان HCC است.  تنها متیل ترانسفراز H4K20، PR-SET7/SETD8، یک تنظیم کننده حیاتی برای ترمیم DNA و یکپارچگی ژنوم است و اختلال در تنظیم آن در HCC انسان نشان دهنده ارتباط درمانی است.  نرخ عود بالا در HCC با افزایش بیان H3K9 متیل ترانسفراز SUV39H1 مرتبط است و HDACs در خاموش کردن TSGs نقش دارند که بر بقای سلول های سرطانی تأثیر می گذارد.  مهارکننده‌های HDAC با مولکول‌های کوچک مختلف، از جمله vorinostat و belinostat، پتانسیل‌هایی را در درمان HCC نشان داده‌اند، اما پیشرفت‌هایی نسبت به درمان‌های فعلی هنوز نشان داده نشده است.

##### تنظیم کننده های اپی ژنوم
تنظیم‌کننده‌های اپی ژنوم به دسته‌های مختلفی طبقه‌بندی می‌شوند، از جمله آغازگرها (به عنوان مثال، RNA‌های طولانی غیرکدکننده، فاکتورهای رونویسی)، نویسنده‌ها (ایجاد علائم اپی ژنتیک)، خواننده‌ها (علامت‌های تفسیرکننده)، پاک‌کننده‌ها (حذف علائم)، بازسازی‌کننده‌ها (حالت‌های تغییر دهنده کروماتین)، و عایق‌ها.  (تشکیل مرز بین دامنه ها).  تعامل و تداخل بین این تنظیم کننده ها پیچیده است و به طرز پیچیده ای چشم انداز اپی ژنتیک را شکل می‌دهد.
RNA های غیر کد کننده (ncRNA ها)، از جمله miRNA ها و lncRNA ها، به طور فزاینده ای در پاتوژنز و پیشرفت HCC شناخته می شوند.  اختلال تنظیم miRNA به طور گسترده مورد مطالعه قرار گرفته است، با چندین مورد به عنوان شاخص های پیش آگهی و نشانگرهای زیستی بالقوه برای تشخیص زودهنگام HCC شناسایی شده است.  پروتئین های ویروسی مانند HbX miRNA های مختلف را تعدیل می کنند و بر متیلاسیون DNA جهانی و بیان TSG تأثیر می گذارند.  lncRNA ها که هر سال ظهور می کنند، با پیشرفت کارسینوم مرتبط هستند و می توانند بر شروع و پیشرفت HCC تأثیر بگذارند.  رویکردهای درمانی ابتکاری که lncRNA را در HCC هدف قرار می دهند، مانند الیگونوکلئوتیدهای آنتی سنس و آگونیست های miRNA، نتایج پیش بالینی امیدوارکننده ای را نشان می‌دهند.

###### پیامدها در سرطان
در سرطان، تغییرات اپی ژنتیکی به اشکال مختلف، از جمله تنظیم ناهنجار تقویت‌کننده‌های ژن و تقویت‌کننده‌های فوق‌العاده ظاهر می‌شود.  این تغییرات به طور قابل توجهی بر شکل گیری و پیشرفت تومور تأثیر می گذارد.  پروژه‌های در مقیاس ژنوم، درک ما را از این علائم اپی ژنتیکی گسترش داده‌اند و برهم‌کنش‌های پیچیده آنها را آشکار کرده‌اند.

##### پتانسیل برای نشانگرهای زیستی و درمان
تغییرات اپی ژنتیکی در سرطان دارای الگوهای مشخصی هستند که به عنوان نشانگرهای زیستی سرطان استفاده می‌شوند.  علاقه فزاینده ای به توسعه درمان های اپی ژنتیک در درمان سرطان‌های گوناگون از جمله سرطان کبد وجود دارد و در حال حاضر مورد بررسی قرار گرفته است .

##### نتیجه گیری
چشم انداز اپی ژنتیکی HCC پیچیده و پویا است، با تغییرات متیلاسیون DNA، تغییرات هیستون، و RNA های تنظیمی که نقش مهمی ایفا می کنند.  درک این محرک‌های اپی ژنتیک، راه‌های جدیدی را برای توسعه درمان‌های هدفمند و نشانگرهای زیستی باز می‌کند و امیدی را برای مدیریت و درمان بهتر HCC ارائه می‌کند.

## === منابع
1. ↑  Oura, Kyoko; Morishita, Asahiro; Hamaya, Sae; Fujita, Koji; Masaki, Tsutomu (2023-02-01). "The Roles of Epigenetic Regulation and the Tumor Microenvironment in the Mechanism of Resistance to Systemic Therapy in Hepatocellular Carcinoma". International Journal of Molecular Sciences (به انگلیسی). 24 (3): 2805. doi:10.3390/ijms24032805. ISSN 1422-0067.
2. 1 2 3 4 5 6  Grady, William M.; Yu, Ming; Markowitz, Sanford D. (2021-02). "Epigenetic Alterations in the Gastrointestinal Tract: Current and Emerging Use for Biomarkers of Cancer". Gastroenterology (به انگلیسی). 160 (3): 690–709. doi:10.1053/j.gastro.2020.09.058. {{cite journal}}: Check date values in: |date= (help)
3. 1 2 3 4 5 6  Wilson, Caroline L.; Mann, Derek A.; Borthwick, Lee A. (2017-11). "Epigenetic reprogramming in liver fibrosis and cancer". Advanced Drug Delivery Reviews (به انگلیسی). 121: 124–132. doi:10.1016/j.addr.2017.10.011. {{cite journal}}: Check date values in: |date= (help)

===
1. Oura, Kyoko; Morishita, Asahiro; Hamaya, Sae; Fujita, Koji; Masaki, Tsutomu (2023-02-01). "The Roles of Epigenetic Regulation and the Tumor Microenvironment in the Mechanism of Resistance to Systemic Therapy in Hepatocellular Carcinoma". International Journal of Molecular Sciences (به انگلیسی). 24 (3): 2805. doi:10.3390/ijms24032805. ISSN 1422-0067.
2. Grady, William M.; Yu, Ming; Markowitz, Sanford D. (2021-02). "Epigenetic Alterations in the Gastrointestinal Tract: Current and Emerging Use for Biomarkers of Cancer". Gastroenterology (به انگلیسی). 160 (3): 690–709. doi:10.1053/j.gastro.2020.09.058. {{cite journal}}: Check date values in: |date= (help)
3. Wilson, Caroline L.; Mann, Derek A.; Borthwick, Lee A. (2017-11). "Epigenetic reprogramming in liver fibrosis and cancer". Advanced Drug Delivery Reviews (به انگلیسی). 121: 124–132. doi:10.1016/j.addr.2017.10.011. {{cite journal}}: Check date values in: |date= (help)